# Baudouin (moine)
Baldwin (mort c. 1097) était un moine français et un médecin royal. Il devint moine en France avant de venir en Angleterre pour servir de médecin au roi Édouard le Confesseur. Il fut prieur avant de devenir abbé de Bury St Edmunds en 1065. En tant qu'abbé, il encouragea le culte d'Edmond le Martyr et assura l'indépendance de l'abbaye vis-à-vis des évêques de Thetford. Il continua à servir comme médecin royal auprès de deux autres rois d'Angleterre et reconstruisit également certaines parties de l'abbaye avant de mourir vers 1097.

## Première vie
Baldwin est né à Chartres, et a reçu une éducation de médecin en Alsace .Il est devenu moine à l'abbaye de St Denis en France. On ne sait pas à quel moment Baldwin est devenu le médecin du roi Édouard le Confesseur. L'historien Frank Barlow soutient qu'il a dû servir le roi pendant un certain temps avant d'être récompensé par la fonction d'abbé. Il devient prieur de Deerhurst Priory (en) avant de devenir abbé, mais la date exacte est inconnue. Il est également prieur du prieuré de Lièpvre.

## Abbé
Baldwin est nommé abbé de l'abbaye de Bury St Edmunds en 1065, le 19 août. Baldwin semble avoir été le seul abbé non anglais nommé par Edward pendant son règne. Baldwin apparaît comme témoin sur deux chartes falsifiées datées de Noël 1065. Les listes de témoins de ces deux chartes sont peut-être authentiques, ayant été copiées à partir d'un document légitime pour donner de l'authenticité aux faux. Si elles sont authentiques, elles montreraient que Baldwin était présent à la dernière cour d'Édouard avant la mort du roi.
Après la mort d'Édouard et la succession du roi Harold Godwinson au début de l'année 1066, Baldwin fournit des soldats pour soutenir Harold dans sa défense contre d'autres prétendants au trône d'Angleterre.

## Après la conquête
Après la Conquête normande en 1066, Baldwin a reçu une confirmation du titre de l'abbaye sur toutes leurs terres; cependant le nouveau roi, Guillaume le Conquérant, ordonne à Baldwin de lui remettre toutes les terres détenues par les hommes qui ont combattu contre lui et qui sont morts dans cette résistance. Baldwin continue à servir de médecin royal auprès de Guillaume. Il défendit également l'East Anglia contre les incursions danoises après la Conquête, ainsi que contre le désordre général qui y régnait du fait des séquelles de la Conquête.
En 1071, Baldwin obtient du pape Alexandre II le droit de confier à l'évêque de son choix les fonctions épiscopales de l'abbaye, plutôt que la méthode plus habituelle qui consiste à confier ces fonctions à l'évêque diocésain. L'abbaye était ainsi libérée de la surveillance de l'évêque de Thetford. Ce privilège a été contesté en 1081 mais maintenu par le roi.
Baldwin est également médecin du roi Guillaume II. En 1094, Baldwin supervise l'achèvement de la reconstruction du chœur de l'église monastique. Il demande au roi la permission de consacrer le nouveau bâtiment et de translater les reliques d'Edmond le Martyr dans le nouveau chœur. Le roi accepte d'abord, puis change d'avis et dit en décembre 1094 que si la traduction peut avoir lieu, la consécration ne doit pas l'être. Mais le roi semble avoir changé d'avis à nouveau au début de l'année 1095, et le dimanche 29 avril 1095, la translation et la consécration ont eu lieu. Outre les reliques d'Edmond, les restes de deux autres saints - Botwulf et Firmin - furent également traduits lors d'une cérémonie supervisée par Walkelin, l'évêque de Winchester.  Le sermon prêché par Walkelin est interrompu à deux reprises, une première fois par la guérison miraculeuse d'un chevalier blessé par la foule nombreuse, et une seconde fois par une forte tempête de pluie qui survient, selon les témoins, en réponse aux prières adressées à saint Edmond pour mettre fin à une sécheresse. L'évêque de Thetford, Herbert de Losinga, proteste contre cette usurpation de son droit normal de consacrer l'église, mais ses protestations sont contrées par le privilège papal de 1071 et la confirmation royale de ce document papal.

## Mort et héritage
Baldwin meurt aux alentours de Noël 1097, Florence de Worcester donnant la date du 29 décembre. Cependant, la Chronique anglo-saxonne dans la version E donne l'année de sa mort comme étant 1098.
Baldwin est peut-être la source indirecte du serment préféré du roi Guillaume II, "Par la face de Lucques", car Baldwin a visité la cathédrale Saint-Martin à Lucques lors d'une visite à Rome. Plus tard, Baudouin donna des reliques de saint Edmond à la cathédrale, ce qui amena les chanoines de la cathédrale à y promouvoir le culte d'Edmond. La Sainte Face de Lucques était une relique détenue par la cathédrale de Lucques, et Baldwin pourrait avoir décrit la relique au roi, l'amenant à adopter le serment. Baldwin était actif dans la promotion du culte d'Edmond d'autres façons. Il prétendait que quiconque attaquait l'abbaye serait frappé de maux de tête, et un homme aurait été rendu fou par ces maux de tête après avoir attaqué le monastère.

## Liens
- Notices d'autorité :   - VIAF
  - Pays-Bas